# Peltocoleops onokhojensis
Peltocoleops onokhojensis là một loài bọ cánh cứng trong họ Trogossitidae. Loài này được Ponomarenko miêu tả khoa học năm 1990.